# Saint-Julien-sur-Garonne
Pour les articles homonymes, voir Saint-Julien.
Saint-Julien-sur-Garonne, précédemment nommée Saint-Julien jusqu'en 2005, est une commune française située dans le centre du département de la Haute-Garonne en région Occitanie.
Sur le plan historique et culturel, la commune est dans le Volvestre, constitué des vallées de l'Arize et du Volp, proche de la vallée de la Garonne, situé au sud de Toulouse et en partie nord du Couserans. Exposée à un climat océanique altéré, elle est drainée par la Garonne, l'Aygossau, le Garagnon et par divers autres petits cours d'eau. La commune possède un patrimoine naturel remarquable : deux sites Natura 2000 (la « vallée de la Garonne de Boussens à Carbonne » et « Garonne, Ariège, Hers, Salat, Pique et Neste »), deux espaces protégés (les « îles de Saint-Julien » et « la Garonne, l'Ariège, l'Hers Vif et le Salat ») et deux zones naturelles d'intérêt écologique, faunistique et floristique.
Saint-Julien-sur-Garonne est une commune rurale qui compte 552 habitants en 2022, après avoir connu une forte hausse de la population depuis 1975. Elle fait partie de l'aire d'attraction de Toulouse. Ses habitants sont appelés les Saint-Julienois ou  Saint-Julienoises.

## Géographie

### Localisation
La commune de Saint-Julien-sur-Garonne se trouve dans le département de la Haute-Garonne, en région Occitanie.
Elle se situe à 46 km à vol d'oiseau de Toulouse, préfecture du département, à 28 km de Muret, sous-préfecture, et à 29 km d'Auterive, bureau centralisateur du canton d'Auterive dont dépend la commune depuis 2015 pour les élections départementales.
La commune fait en outre partie du bassin de vie de Cazères.
Les communes les plus proches sont : 
Lavelanet-de-Comminges (3,1 km), Gensac-sur-Garonne (3,3 km), Goutevernisse (3,7 km), Rieux-Volvestre (4,0 km), Salles-sur-Garonne (4,0 km), Saint-Élix-le-Château (4,3 km), Saint-Christaud (6,2 km), Lafitte-Vigordane (6,4 km).
Sur le plan historique et culturel, Saint-Julien-sur-Garonne fait partie du Volvestre, constitué des vallées de l'Arize et du Volp, proche de la vallée de la Garonne, situé au sud de Toulouse et en partie nord du Couserans.
Saint-Julien-sur-Garonne est limitrophe de six communes.
Les communes limitrophes sont Salles-sur-Garonne, Cazères, Gensac-sur-Garonne, Lavelanet-de-Comminges, Rieux-Volvestre, Saint-Élix-le-Château et Goutevernisse.
|                        | Saint-Élix-le-Château    | Salles-sur-Garonne |
| Lavelanet-de-Comminges | Saint-Julien-sur-Garonne | Rieux-Volvestre    |
| Cazères                | Gensac-sur-Garonne       |                    |

### Géologie
La commune de Saint-Julien-sur-Garonne est établie sur la première terrasse de la Garonne dans sa partie rive gauche et sa rive droite est surplombée par un talus abrupt qui entaille profondément la molasse de l’ère tertiaire.
La superficie de la commune est de 815 hectares ; son altitude varie de 205  à   241 mètres.

### Hydrographie

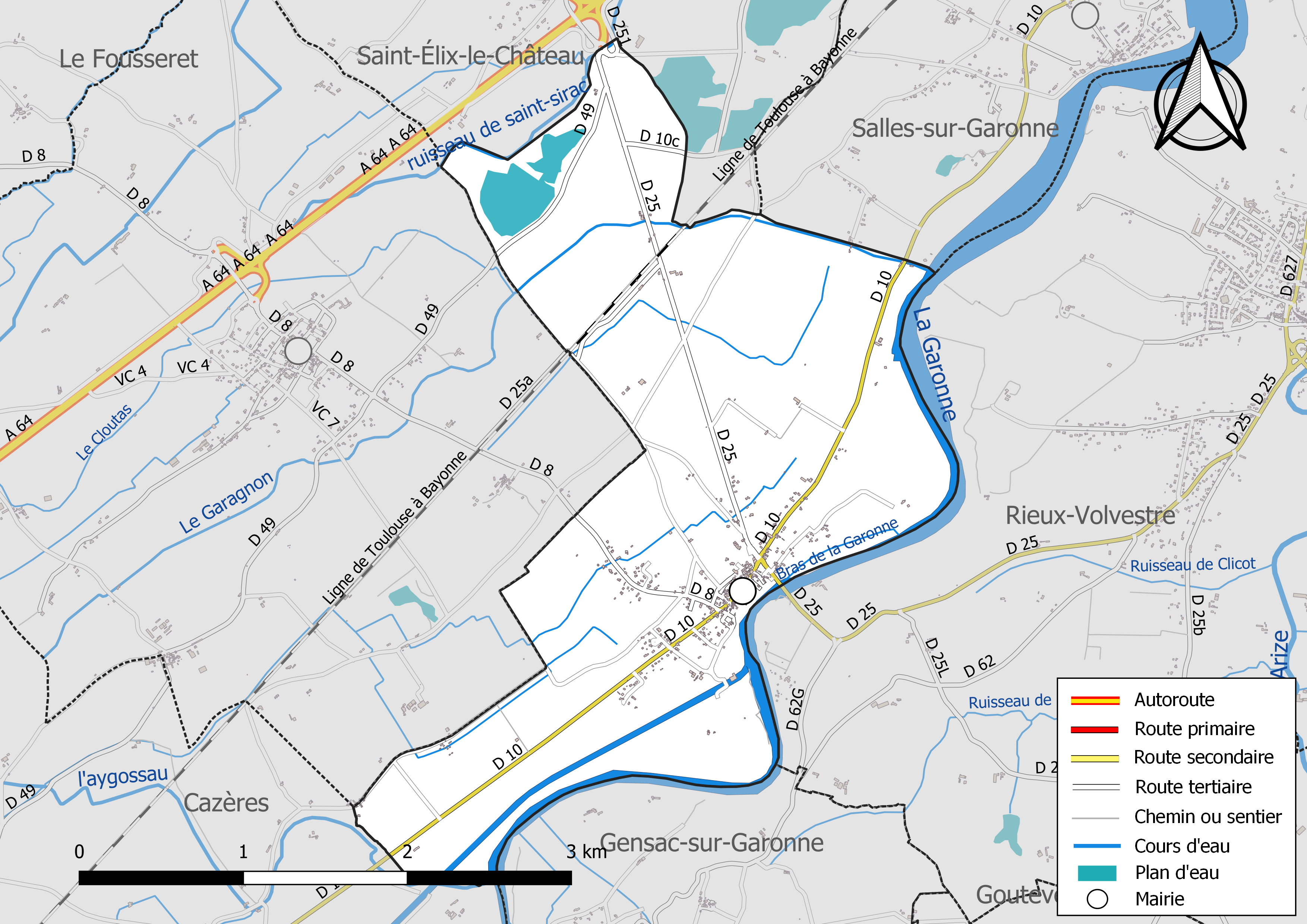
Réseaux hydrographique et routier de Saint-Julien-sur-Garonne.

La commune est dans le bassin de la Garonne, au sein du bassin hydrographique Adour-Garonne. Elle est drainée par la Garonne, l'Aygossau, le Garagnon un bras de la Garonne et par divers petits cours d'eau, constituant un réseau hydrographique de 15 km de longueur totale,.
La Garonne est un fleuve principalement français prenant sa source en Espagne et qui coule sur 529 km avant de se jeter dans l’océan Atlantique.
L'Aygossau, d'une longueur totale de 12,8 km, prend sa source dans la commune de Mondavezan et s'écoule d'ouest en est. Il traverse la commune et se jette dans la Garonne à Gensac-sur-Garonne, après avoir traversé 5 communes.

### Climat
Pour des articles plus généraux, voir Climat de l'Occitanie et Climat de la Haute-Garonne.
En 2010, le climat de la commune est de type climat du Bassin du Sud-Ouest, selon une étude s'appuyant sur une série de données couvrant la période 1971-2000. En 2020, Météo-France publie une typologie des climats de la France métropolitaine dans laquelle la commune est exposée à un climat océanique altéré et est dans la région climatique Aquitaine, Gascogne, caractérisée par une pluviométrie abondante au printemps, modérée en automne, un faible ensoleillement au printemps, un été chaud (19,5 °C), des vents faibles, des brouillards fréquents en automne et en hiver et des orages fréquents en été (15 à 20 jours).
Pour la période 1971-2000, la température annuelle moyenne est de 12,9 °C, avec une amplitude thermique annuelle de 15,7 °C. Le cumul annuel moyen de précipitations est de 780 mm, avec 9,7 jours de précipitations en janvier et 5,9 jours en juillet. Pour la période 1991-2020, la température moyenne annuelle observée sur la station météorologique la plus proche, située sur la commune de Palaminy à 8 km à vol d'oiseau, est de 13,2 °C et le cumul annuel moyen de précipitations est de 715,2 mm,. Pour l'avenir, les paramètres climatiques de la commune estimés pour 2050 selon différents scénarios d’émission de gaz à effet de serre sont consultables sur un site dédié publié par Météo-France en novembre 2022.

### Milieux naturels et biodiversité

#### Espaces protégés
La protection réglementaire est le mode d’intervention le plus fort pour préserver des espaces naturels remarquables et leur biodiversité associée,.
Deux espaces protégés sont présents sur la commune : 
- les « îles de Saint-Julien », objet d'un arrêté de protection de biotope, d'une superficie de 36,7 ha[20] ;
- « la Garonne, l'Ariège, l'Hers Vif et le Salat », objet d'un arrêté de protection de biotope, d'une superficie de 1 658,7 ha[21].

#### Réseau Natura 2000

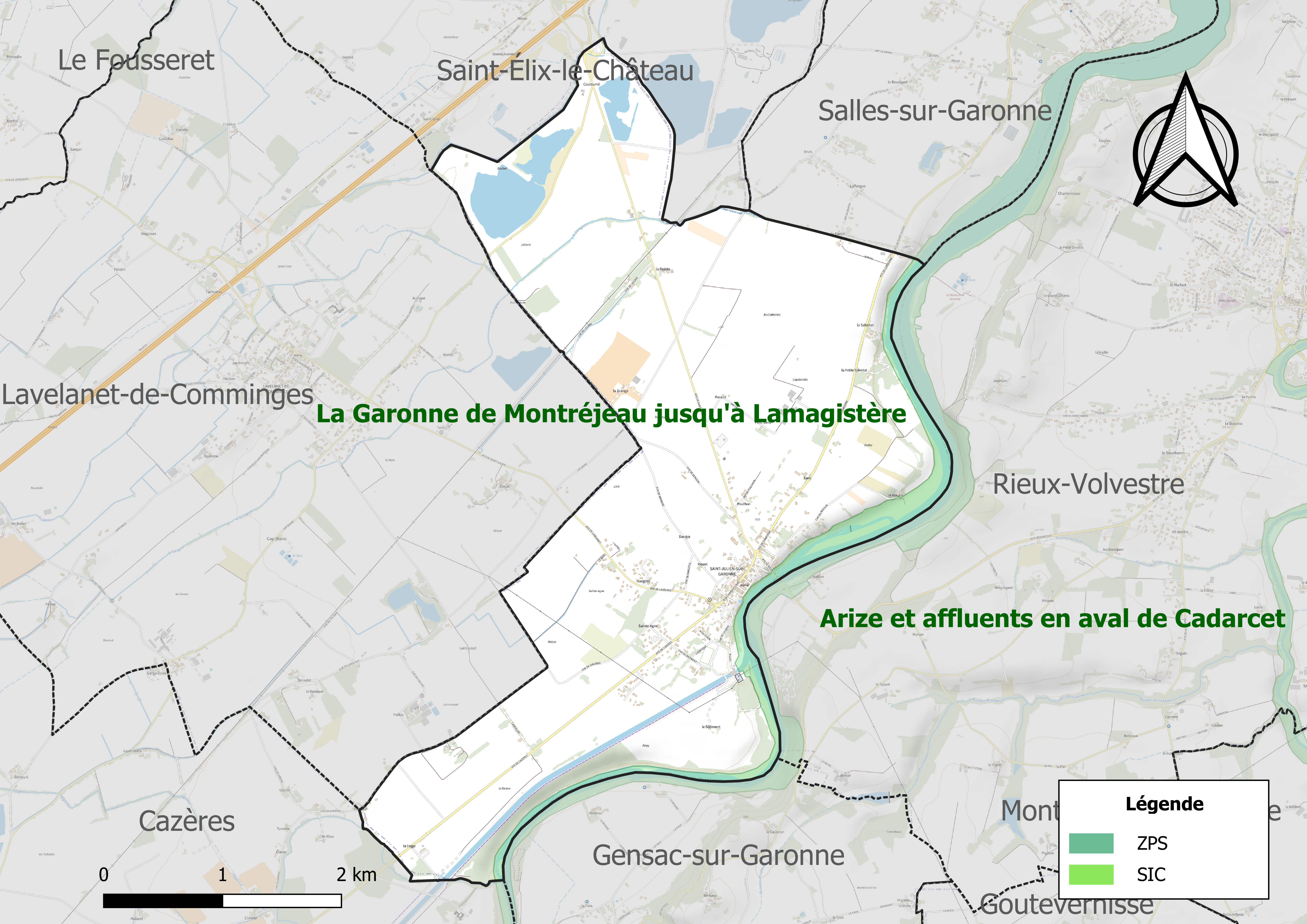
Site Natura 2000 sur le territoire communal.

Le réseau Natura 2000 est un réseau écologique européen de sites naturels d'intérêt écologique élaboré à partir des directives habitats et oiseaux, constitué de zones spéciales de conservation (ZSC) et de zones de protection spéciale (ZPS).
Un site Natura 2000 a été défini sur la commune au titre de la directive habitats :
- « Garonne, Ariège, Hers, Salat, Pique et Neste », d'une superficie de 9 581 ha, un réseau hydrographique pour les poissons migrateurs (zones de frayères actives et potentielles importantes pour le Saumon en particulier qui fait l'objet d'alevinages réguliers et dont des adultes atteignent déjà Foix sur l'Ariège[24]

et un au titre de la directive oiseaux : 
- la « vallée de la Garonne de Boussens à Carbonne », d'une superficie de 1 893 ha, hébergeant une avifaune bien représentée en diversité, mais en effectifs limités (en particulier, baisse des populations de plusieurs espèces de hérons). Trois espèces de hérons y nichent : Garde-bœufs, Bihoreau gris et Aigrette garzette[25].

#### Zones naturelles d'intérêt écologique, faunistique et floristique

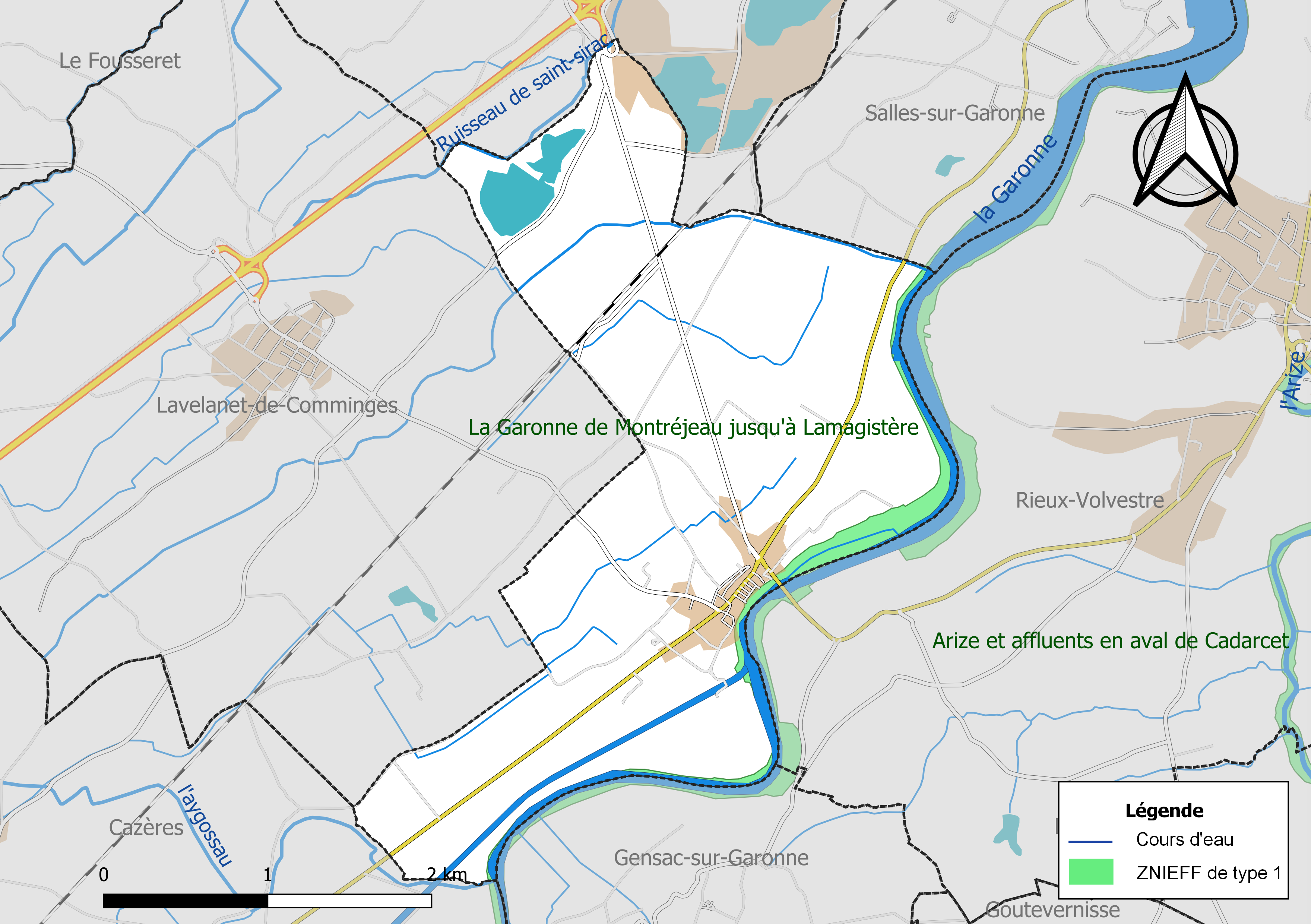
Carte de la ZNIEFF de type 1 localisée sur la commune.

L’inventaire des zones naturelles d'intérêt écologique, faunistique et floristique (ZNIEFF) a pour objectif de réaliser une couverture des zones les plus intéressantes sur le plan écologique, essentiellement dans la perspective d’améliorer la connaissance du patrimoine naturel national et de fournir aux différents décideurs un outil d’aide à la prise en compte de l’environnement dans l’aménagement du territoire.
Une ZNIEFF de type 1 est recensée sur la commune :
« la Garonne de Montréjeau jusqu'à Lamagistère » (5 075 ha), couvrant 92 communes dont 63 dans la Haute-Garonne, trois dans le Lot-et-Garonne et 26 dans le Tarn-et-Garonne et une ZNIEFF de type 2, : 
« la Garonne et milieux riverains, en aval de Montréjeau » (6 874 ha), couvrant 93 communes dont 64 dans la Haute-Garonne, trois dans le Lot-et-Garonne et 26 dans le Tarn-et-Garonne.

## Urbanisme

### Typologie
Au 1er janvier 2024, Saint-Julien-sur-Garonne est catégorisée commune rurale à habitat dispersé, selon la nouvelle grille communale de densité à sept niveaux définie par l'Insee en 2022.
Elle est située hors unité urbaine. Par ailleurs la commune fait partie de l'aire d'attraction de Toulouse, dont elle est une commune de la couronne,. Cette aire, qui regroupe 527 communes, est catégorisée dans les aires de 700 000 habitants ou plus (hors Paris),.

### Occupation des sols
L'occupation des sols de la commune, telle qu'elle ressort de la base de données européenne d’occupation biophysique des sols Corine Land Cover (CLC), est marquée par l'importance des territoires agricoles (86,2 % en 2018), en diminution par rapport à 1990 (91,6 %). La répartition détaillée en 2018 est la suivante : 
terres arables (47,8 %), zones agricoles hétérogènes (26,8 %), prairies (11,5 %), eaux continentales (6,5 %), zones urbanisées (3,3 %), forêts (2,4 %), mines, décharges et chantiers (1,6 %). L'évolution de l’occupation des sols de la commune et de ses infrastructures peut être observée sur les différentes représentations cartographiques du territoire : la carte de Cassini (XVIIIe siècle), la carte d'état-major (1820-1866) et les cartes ou photos aériennes de l'IGN pour la période actuelle (1950 à aujourd'hui).

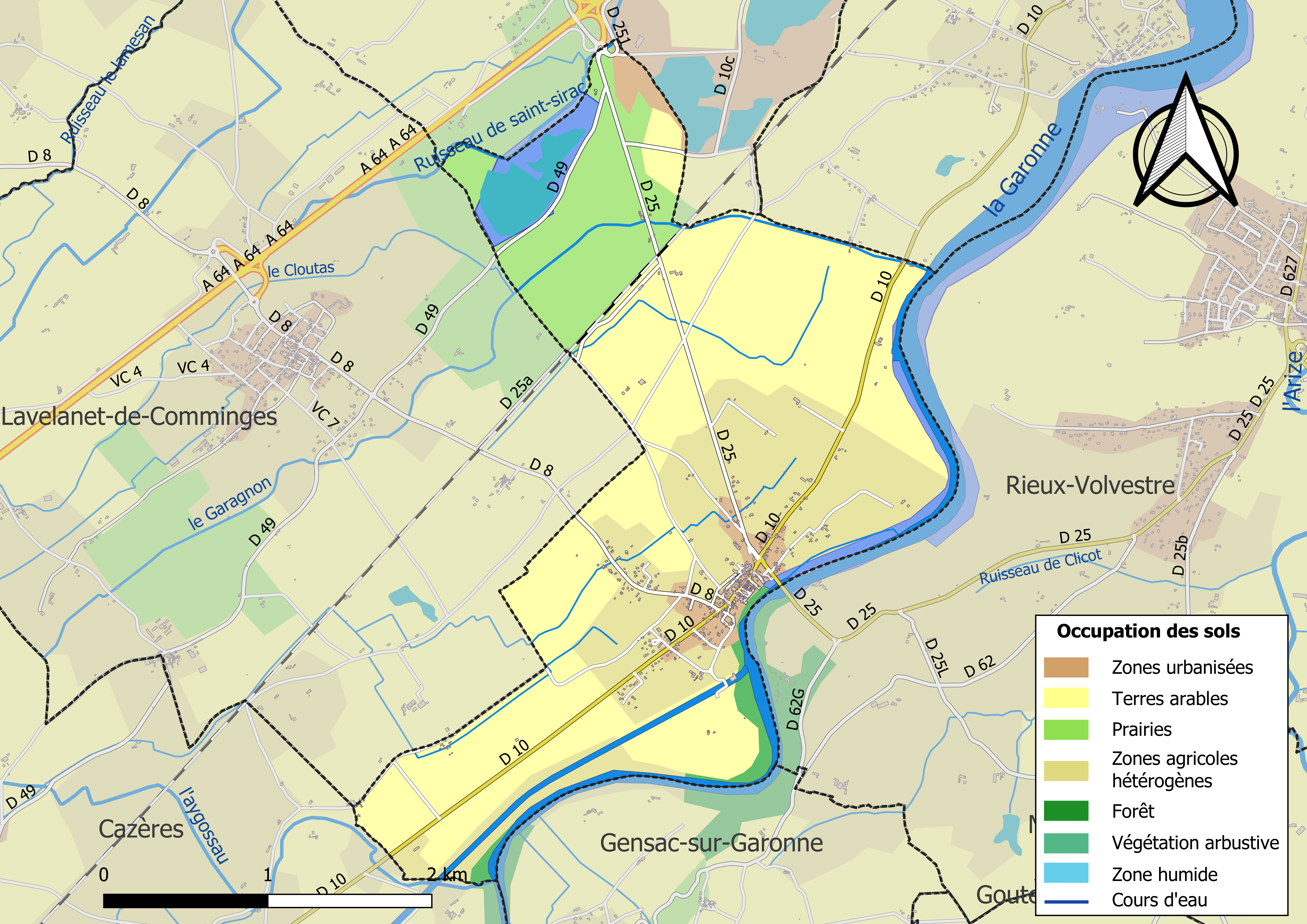
Carte des infrastructures et de l'occupation des sols de la commune en 2018 (CLC).

### Morphologie urbaine
L'essentiel des constructions est situé autour de son église.

### Logement
L'urbanisation croissante s'explique par la périurbanisation due à la proximité de Toulouse, Saint-Julien-sur-Garonne faisant partie de son aire urbaine.

### Risques naturels et technologiques
Saint-Julien-sur-Garonne est située sur une zone à risque d'inondation limité en bordure de la Garonne crue.
La commune est également concernée par un risque de séisme de 2/5 (faible).

### Voies de communication et transports

#### Voies de communication
Accès par l'autoroute A64, sortie no 25.

#### Transports
La ligne 379 du réseau Arc-en-Ciel relie la commune au centre-ville de Saint-Gaudens depuis Lavelanet-de-Comminges, et la ligne 380 relie la commune à la gare routière de Toulouse depuis Cazères.
Les gares les plus proches sont la gare de Cazères ou la gare de Carbonne, sur la ligne Toulouse - Bayonne, desservies par des TER Occitanie.
Saint-Julien-sur-Garonne a possédé une gare ouverte en 1862 et qui a fermé dans la seconde moitié du XXe siècle.
L'aéroport le plus proche est l'aéroport de Toulouse-Blagnac.

## Toponymie
Saint-Julien-sur-Garonne portait précédemment, jusqu'au 12 septembre 2005, le nom de Saint-Julien. La nouvelle dénomination a été officialisée par le décret no 2005-1155 du 12 septembre 2005 portant changement de nom de communes, publié au Journal officiel no 215 du 15 septembre 2005.

## Histoire
Ancienne bastide du XIe siècle.
Saint-Julien s'est bâtie au bord d'un méandre de la Garonne, près du pont et de l'ancien château, aujourd'hui en ruines, qui surveillait, jadis, le passage sur le fleuve.
Sous l'Ancien Régime, ce château était, en Guyenne, le siège d'une châtellenie des comtes de Comminges. Au XIVe siècle, la châtellenie s'étendait aux seigneuries de Saint-Élix, Saint-Cizi, Gensac, Tersac, Saint-Christaud, Le Plan, Montberaud, Lafitte-Vigordane, Goutevernisse, Laloubère, Gouzens, et Lahitère.
Elle faisait partie de la généralité d'Auch en Guyenne, contrairement à Carbonne, Salles, Rieux, Lavelanet et Cazères qui étaient rattachées à la généralité de Toulouse rattachée au Languedoc.
Les traces humaines sur la commune remontent à la préhistoire, on a pu repérer des traces d'un habitat gaulois.
Ce sont ces dernières et la volonté de passionnés qui ont permis la création du « village gaulois ». Ce village à vocations touristique, pédagogique et scientifique devrait permettre un développement de la commune axé sur le tourisme, entraînant parallèlement la création de commerces dont profitera la population.
À partir du Moyen Âge, jusqu'à sa disparition en 1790, pendant la Révolution française, Saint-Julien faisait partie du diocèse de Rieux
Le 9 juin 1862 la Compagnie des chemins de fer du Midi et du Canal latéral à la Garonne met en service la station de Saint-Julien lorsqu'elle ouvre à l'exploitation la première section de sa ligne de Toulouse à Bayonne (cette gare est fermée au XXe siècle, l'ancien bâtiment est devenu une habitation privée).

## Politique et administration

### Administration municipale
Le nombre d'habitants au recensement de 2017 étant compris entre 500 habitants et 1 499 habitants, le nombre de membres du conseil municipal pour l'élection de 2020 est de quinze,.

### Rattachements administratifs et électoraux
Commune faisant partie de la septième circonscription de la Haute-Garonne, de la communauté de communes du Volvestre et du canton d'Auterive (avant le redécoupage départemental de 2014, Saint-Julien-sur-Garonne faisait partie de l'ex-canton de Rieux-Volvestre).

### Service public

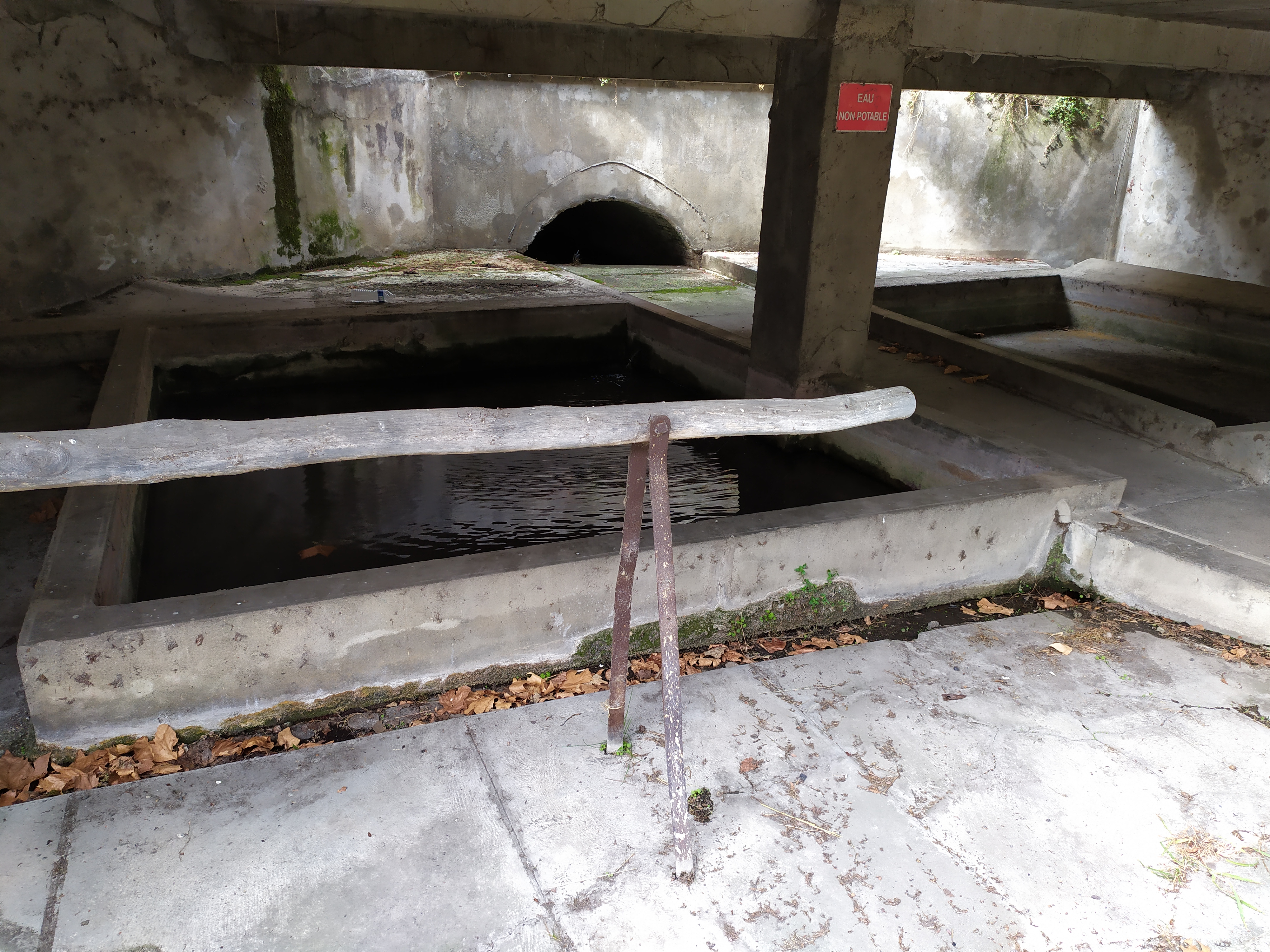
Lavoir de Saint-Julien-sur-Garonne.

### Liste des maires
| Période                                  | Période  | Identité         | Étiquette | Qualité |
| ---------------------------------------- | -------- | ---------------- | --------- | ------- |
| avant 1995                               | ?        | Gérard Eychenne  | PS        |         |
| mars 2001                                | 2010     | Daniel Icart     | PS        |         |
| mars 2010                                | En cours | Patrick Lefebvre | SE        |         |
| Les données manquantes sont à compléter. |          |                  |           |         |

## Population et société

### Démographie
L'évolution du nombre d'habitants est connue à travers les recensements de la population effectués dans la commune depuis 1793. Pour les communes de moins de 10 000 habitants, une enquête de recensement portant sur toute la population est réalisée tous les cinq ans, les populations de référence des années intermédiaires étant quant à elles estimées par interpolation ou extrapolation. Pour la commune, le premier recensement exhaustif entrant dans le cadre du nouveau dispositif a été réalisé en 2005.

En 2022, la commune comptait 552 habitants, en évolution de +0,91 % par rapport à 2016 (Haute-Garonne : +8,02 %, France hors Mayotte : +2,11 %).
| 1793 | 1800 | 1806 | 1821 | 1831 | 1836 | 1841 | 1846 | 1851 |
| ---- | ---- | ---- | ---- | ---- | ---- | ---- | ---- | ---- |
| 308  | 257  | 347  | 388  | 411  | 398  | 440  | 459  | 464  |

| 1856 | 1861 | 1866 | 1872 | 1876 | 1881 | 1886 | 1891 | 1896 |
| ---- | ---- | ---- | ---- | ---- | ---- | ---- | ---- | ---- |
| 443  | 411  | 376  | 391  | 406  | 396  | 409  | 406  | 411  |

| 1901 | 1906 | 1911 | 1921 | 1926 | 1931 | 1936 | 1946 | 1954 |
| ---- | ---- | ---- | ---- | ---- | ---- | ---- | ---- | ---- |
| 411  | 406  | 374  | 311  | 307  | 316  | 310  | 284  | 274  |

| 1962 | 1968 | 1975 | 1982 | 1990 | 1999 | 2005 | 2006 | 2010 |
| ---- | ---- | ---- | ---- | ---- | ---- | ---- | ---- | ---- |
| 303  | 341  | 285  | 282  | 291  | 342  | 422  | 430  | 516  |

| 2015 | 2020 | 2022 | - | - | - | - | - | - |
| ---- | ---- | ---- | - | - | - | - | - | - |
| 539  | 551  | 552  | - | - | - | - | - | - |

| selon la population municipale des années : | 1968 | 1975 | 1982 | 1990 | 1999 | 2006 | 2009 | 2013 |
| Rang de la commune dans le département      | 177  | 238  | 263  | 278  | 259  | 246  | 238  | 230  |
| Nombre de communes du département           | 592  | 582  | 586  | 588  | 588  | 588  | 589  | 589  |

### Enseignement
Saint-Julien-sur-Garonne fait partie de l'académie de Toulouse.
Saint-Julien-sur-Garonne fait partie d'un regroupement pédagogique intercommunal avec la commune voisine de Salles-sur-Garonne. La commune possède un groupe scolaire école maternelle et primaire jusqu'au CE1 et sur Salles-sur-Garonne une école primaire du CE2 au CM2.

### Activités sportives
Le village a un stade de football ainsi qu'une équipe intercommunale avec Le Fousseret, il possède également un court de tennis, chasse, pétanque,

### Culture et festivités
Fête du village le premier week-end suivant le 28 août, bibliothèque, salle des fêtes,

### Écologie et recyclage
La collecte et le traitement des déchets des ménages et des déchets assimilés ainsi que la protection et la mise en valeur de l'environnement se font dans le cadre de la communauté de communes du Volvestre.
Il existe une déchetterie sur la commune de Carbonne en limite de la commune de Peyssies.

## Économie

### Revenus
En 2018  (données Insee publiées en septembre 2021), la commune compte 226 ménages fiscaux, regroupant 558 personnes. La médiane du revenu disponible par unité de consommation est de 22 150 € (23 140 € dans le département).

### Emploi
|                | 2008  | 2013  | 2018  |
| -------------- | ----- | ----- | ----- |
| Commune        | 9,6 % | 7,5 % | 6,4 % |
| Département    | 7,7 % | 9,6 % | 9,3 % |
| France entière | 8,3 % | 10 %  | 10 %  |

En 2018, la population âgée de 15 à 64 ans s'élève à 358 personnes, parmi lesquelles on compte 80,4 % d'actifs (73,9 % ayant un emploi et 6,4 % de chômeurs) et 19,6 % d'inactifs,. En  2018, le taux de chômage communal (au sens du recensement) des 15-64 ans est inférieur à celui de la France et du département, alors qu'en 2008 la situation était inverse.
La commune fait partie de la couronne de l'aire d'attraction de Toulouse, du fait qu'au moins 15 % des actifs travaillent dans le pôle,. Elle compte 54 emplois en 2018, contre 59 en 2013 et 49 en 2008. Le nombre d'actifs ayant un emploi résidant dans la commune est de 273, soit un indicateur de concentration d'emploi de 19,8 % et un taux d'activité parmi les 15 ans ou plus de 66,1 %.
Sur ces 273 actifs de 15 ans ou plus ayant un emploi, 31 travaillent dans la commune, soit 11 % des habitants. Pour se rendre au travail, 90,8 % des habitants utilisent un véhicule personnel ou de fonction à quatre roues, 1,5 % les transports en commun, 1,5 % s'y rendent en deux-roues, à vélo ou à pied et 6,2 % n'ont pas besoin de transport (travail au domicile).

### Activités hors agriculture

#### Secteurs d'activités
56 établissements sont implantés  à Saint-Julien-sur-Garonne au 31 décembre 2019. Le tableau ci-dessous en détaille le nombre par secteur d'activité et compare les ratios avec ceux du département,.
| Secteur d'activité                                                                                        | Commune | Commune | Département |
| Secteur d'activité                                                                                        | Nombre  | %       | %           |
| --- | ------- | ------- | ----------- |
| Ensemble                                                                                                  | 56      |         |             |
| Industrie manufacturière, industries extractives et autres                                                | 8       | 14,3 %  | (5,7 %)     |
| Construction                                                                                              | 8       | 14,3 %  | (12 %)      |
| Commerce de gros et de détail, transports, hébergement et restauration                                    | 13      | 23,2 %  | (25,9 %)    |
| Information et communication                                                                              | 1       | 1,8 %   | (4,1 %)     |
| Activités immobilières                                                                                    | 1       | 1,8 %   | (4,2 %)     |
| Activités spécialisées, scientifiques et techniques et activités de services administratifs et de soutien | 8       | 14,3 %  | (19,8 %)    |
| Administration publique, enseignement, santé humaine et action sociale                                    | 12      | 21,4 %  | (16,6 %)    |
| Autres activités de services                                                                              | 5       | 8,9 %   | (7,9 %)     |

Le secteur du commerce de gros et de détail, des transports, de l'hébergement et de la restauration est prépondérant sur la commune puisqu'il représente 23,2 % du nombre total d'établissements de la commune (13 sur les 56 entreprises implantées  à Saint-Julien-sur-Garonne), contre 25,9 % au niveau départemental.

#### Entreprises et commerces
L'agriculture basée sur la culture de céréales (maïs, blé…) est la principale source économique avec une centrale hydroélectrique. Une zone résidentielle liée à la proximité de l'agglomération toulousaine a vu le jour dans les années 2000.

### Agriculture
|               | 1988 | 2000 | 2010 | 2020 |
| ------------- | ---- | ---- | ---- | ---- |
| Exploitations | 17   | 9    | 4    | 4    |
| SAU (ha)      | 522  | 451  | 344  | 419  |

La commune est dans « les Vallées », une petite région agricole consacrée à la polyculture sur les plaines et terrasses alluviales qui s’étendent de part et d’autre des sillons marqués par la Garonne et l’Ariège. En 2020, l'orientation technico-économique de l'agriculture  sur la commune est la polyculture et/ou le polyélevage. Quatre exploitations agricoles ayant leur siège dans la commune sont dénombrées lors du recensement agricole de 2020 (17 en 1988). La superficie agricole utilisée est de 419 ha,,.

## Culture locale et patrimoine

### Lieux et monuments

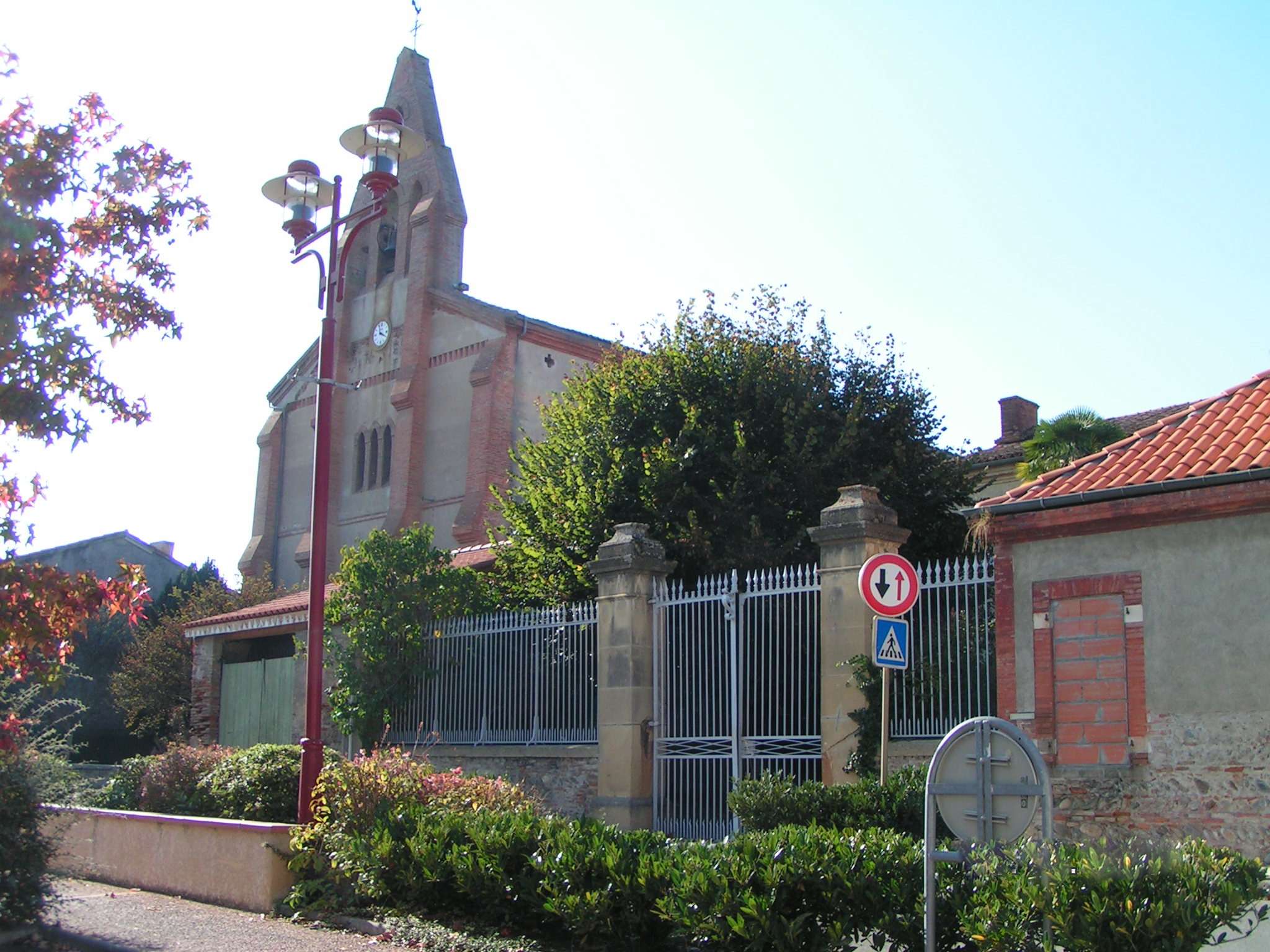
Église.

- Le village gaulois de Saint-Julien a été entièrement reconstitué avec les matériaux d'époque.
- Église Saint-Julien de Saint-Julien-sur-Garonne.
- Bords de la Garonne.
- Lavoir

### Héraldique
|  | Les armoiries de Saint-Julien-sur-Garonne se blasonnent ainsi : Parti d'azur à une coquille d'argent et de gueules à quatre otelles d’argent adossées posées en sautoir ; au chef cousu aussi de gueules chargé de trois losanges d'argent. |

### Personnalités liées à la commune
- Henry Lossier, ingénieur conseil suisse qui en 1950 étudia le pont Saint-Julien qui enjambe la Garonne.

## Pour approfondir